# Посольство Вірменії в Україні
Посольство Республіки Вірменія в Києві — офіційне дипломатичне представництво Республіки Вірменія в Україні, відповідає за розвиток та підтримання відносин між Вірменією та Україною.

## Історія посольства
Після проголошення незалежності Україною 24 серпня 1991 року Вірменія визнала Україну 25 грудня 1991 року. 25 грудня 1991 року між Україною та Вірменією було встановлено дипломатичні відносини.

## Посли Вірменії в Україні
1. Дзамоєв Григорій Сергійович (1918—1919)
2. Сілванян Грач Гамлікович (1993—2003)
3. Хачатрян Армен Авакович (2003—2010)
4. Манукян Андранік Єнокович (2010—2018)
5. Тигран Сейранян (2018—2021)
6. Карапетян Володимир Володимирович (з 1.06.2021)[3]

## Структура посольства
- Надзвичайний і Повноважний Посол
- Надзвичайний Посланник і Повноважний Міністр
- Радник
- Перший секретар, Консул

## Консульства Вірменії в Україні

### Генеральне консульство Вірменії в Одесі
- 65009, Одеса, вул. Льва Товстого, 30
- Генеральні консули[4]:

1. Микола Туманішвілі (Նիկոլա Թումանիշվիլի) (1918)
2. Барсег Таїрян (Բարսեղ Թաիրյան) (1918)
3. Макар Попов (Մակար Պոպով) (1918)
4. Єгіше Мелікян (Եղիշե Մելիքյան) (1919-1920)
5. Георгій Мурадян (Գեորգի Մուրադյան) (2012—2016)
6. Гайк Гулян (Հայկ Ղուլյան) (2016—2018)
7. Геворг Петросян (Գևորգ Պետրոսյան) (2018—2020)

### Консули Вірменії в Києві
1. Михайло Х. Ломідзе (Միքայել Լոմիձե) (1918-1920)

### Консули Вірменії в Харкові
1. Мкртич Мелікян (Մկրտիչ Մելիքյան) (1918-1919)
2. Рубен Юзбашян (Ռուբեն Յուզբաշյան) (1919-1920)

### Консули Вірменії в Дніпрі
1. Микола Закарян (Նիկոլայ Զաքարյան) (1918-1920)

### Почесне консульство Вірменії в Сімферополі
- Канцелярія : 95011, Україна, Сімферополь, вул. Желябова, 22-23

### Почесне консульство Вірменія в Рівному
- Канцелярія : 33000, Україна, Рівне, вул. Степана Бандери, 26в